# Pyx Lax
Pyx Lax est un groupe de rock grec formé en 1989 et qui a connu un grand succès commercial avant de se dissoudre en 2004. 
Il a collaboré avec des artistes comme Georges Dalaras, Vasilis Karras, Haris Alexiou, Vasílis Papakonstantínou, I Muvrini, Sting, Domenica (en)...